# Clinton L. Merriam
Clinton Levi Merriam (25 de Março de 1824 – 18 de Fevereiro de 1900) foi um Representante dos Estados Unidos por Nova York.

## Vida
Merriam nasceu em Leyden, Condado de Lewis, Nova York no dia 25 de Março de 1824. Frequentou escolas comuns e a Copenhagen Academy, em Copenhagen, Nova York; envolveu-se em atividades comerciais em Utica, Nova York; mudou-se para Nova York em 1847 e tornou-se um importador; envolveu-se no setor bancário em 1860; retornou à Leyden em 1864; eleito como Republicano no quadragésimo segundo e quadragésimo terceiro congressos respectivamente (4 de Março de 1871 - 3 de Março de 1875); aposentou-se de atividades de negócios ativos e viveu aposentado em sua casa, "Homewood", na propriedade da família, "Locust Grove" perto de Leyden, Nova York. Morreu durante uma visita a Washington, D.C., no dia 18 de Fevereiro de 1900; sepultado no Cemitério Leyden Hill em Port Leyden, Nova York.
Seus filhos incluem o zoólogo Clinton Hart Merriam e a ornitóloga Florence Augusta Merriam Bailey.